# Golismanovói járás

A Golismanovói járás a Tyumenyi területen

A Golismanovói járás (oroszul Голышмановский район) Oroszország egyik járása a Tyumenyi területen. Székhelye Golismanovo.

## Népesség
- 1989-ben 29 265 lakosa volt.
- 2002-ben 27 907 lakosa volt, melyből 25 103 orosz, 926 kazah, 386 német, 251 ukrán, 229 ingus, 171 tatár, 166 csuvas, 125 csecsen, 105 fehérorosz, 66 örmény, 63 azeri stb.
- 2010-ben 26 747 lakosa volt, melyből 24 117 orosz, 871 kazah, 260 német, 208 ingus, 173 ukrán, 123 tatár, 121 csecsen, 117 csuvas, 70 örmény, 62 fehérorosz, 42 azeri stb.